# Tenji (empereur)
Pour les articles homonymes, voir Tenji.
 (août 2019).
Si vous disposez d'ouvrages ou d'articles de référence ou si vous connaissez des sites web de qualité traitant du thème abordé ici, merci de compléter l'article en donnant les références utiles à sa vérifiabilité et en les liant à la section « Notes et références ».
L'empereur Tenji  (天智天皇, Tenji Tennō), né en 626 et décédé en 672, aussi connu sous les noms de prince Naka no Ōe (中大兄皇子, Naka no Ōe no Ōji) et d'empereur Tenchi, était le trente-huitième empereur du Japon, selon l'ordre traditionnel de la succession. Il a régné de 661 à sa mort.

## Biographie
Tenji était fils de l'empereur Jomei et de l'impératrice Kōgyoku. Il eut de nombreuses épouses et enfants.
À la mort de son père l'empereur Jomei, en 642, sa mère devient impératrice sous le nom de Kōgyoku. Durant ce premier règne, le clan Soga acquiert un pouvoir quasi total sur la cour. En 644, celui qui n'est encore que le prince Naka no Ōe planifie un coup d'État avec Nakatomi no Kamatari et Soga no Kurayamada no Ishikawa no Maro. L'année suivante, il assassine Soga no Iruka à la cour, en face du trône de Kōgyoku (incident d'Isshi). Bien que l'assassinat ne se soit pas déroulé comme prévu, Iruka est tué, et son père et prédécesseur Soga no Emishi se suicide peu après. À la suite de l'incident, les partisans d'Iruka se dispersent sans combattre, et Naka no Ōe est nommé prince héritier. Il épouse également la fille de son allié Soga no Kurayamada, s'assurant ainsi le soutien d'une partie importante du pouvoir du clan Soga.
Choquée, Kōgyoku abdique en faveur de son fils, mais celui-ci refuse et fait mettre sur le trône le frère de Kōgyoku, qui devient l'empereur Kōtoku le 12 juillet 645. Durant son règne, c'est en fait Naka no Ōe qui dirige de facto le Japon. Avec l'empereur et Nakatomi no Kamatari, ils mettent sur pied la réforme de Taika en 646.
Après la mort de Kōtoku en 655, il refuse à nouveau de monter sur le trône et sa mère redevient impératrice sous le nom de Saimei. Cependant, comme sous le règne de Kōtoku, c'est le prince héritier qui règne dans les faits.
En 660, le royaume coréen de Paekche est attaqué et presque détruit par le royaume voisin de Silla, et le Japon vient en aide aux loyalistes Paekche pour tenter de récupérer leur territoire. Saimei part avec une armée sur la côte ouest du Japon, mais meurt en 661 alors qu'elle est sur le point d'embarquer pour la Corée.
Naka no Ōe succède à sa mère sous le nom d'empereur Tenji. Durant son règne, il compile le premier code des lois du Japon qui soit connu des historiens modernes en 662. Il envoie l'armée de soutien en Corée en 663 avec à sa tête Abe no Hirafu, mais elle est vaincue par les armées coalisées des Silla et de la Chine des Tang au cours de la bataille de Hakusukinoe.
En 667, il déplace sa capitale de Naniwa à Ōtsu sur le lac Biwa, où il compile le code Ōmi en 668. En 671, il annonce premièrement le temps par l'horloge hydraulique.
Après sa mort en 672, une dispute de succession éclate entre ses quatorze enfants (de plusieurs mères différentes). Pour finir, c'est son fils le prince Ōtomo qui lui succède, devenant l'empereur Kōbun. Parmi ses enfants, deux de ses filles deviendront également impératrices, Jitō et Genmei.

## Impératrice et consorts
- Princesse Yamato-hime, fille du prince Furuhito no Ohoye ; élevée au rang d'impératrice en 668 ;
- Soga Ochi no Iratsume, fille de Soga no Ishikawamaro ; épouse impériale ; décédée vers 651 ; dont il eut trois enfants :
  - princesse Ohota (Ōta), née en 643, morte en 667, mariée à l'empereur Tenmu, son oncle ;
  - princesse Unosarara, née en 645, mariée à l'empereur Tenmu, son oncle ; élevée au rang d'impératrice en 672 ; accède au trône en 686 sous le nom d'impératrice Jitō, morte en 702.
  - prince Takeru, né en 651 mort en 658 ;
- Soga Mei no Iratsume, fille de Soga Ishikawamaro ; épouse impériale ; dont il eut  deux enfants :
  - princesse Minabe, née vers 658 ; mariée à son cousin le prince Takechi, fils aîné de l'empereur Tenmu et de Munakata no Amako no Iratsume (654-696) ;
  - princesse Abe, née en 661, mariée au prince Kusakabe, son cousin et neveu, fils de l'empereur Tenmu et de l'impératrice Unosarara ; accède au trône en 707 sous le nom de Genmei ; abdique en 715 ; morte en 721 ;
- Abe Tachibana no Iratsume, fille de Abe no Kurahashi Maro ; épouse impériale ; morte en 681; dont il eut deux enfants :
  - princesse Asuka ; morte en 700 ; mariée à son cousin le prince Osakabe (mort en 705), fils de l'empereur Tenmu et de Shishihito no Kajihime no Iratsume ;
  - princesse Niitabe, morte en 699 ; mariée à l'empereur Tenmu, son oncle ;

- Soga Hitachi no Iratsume, fille de Soga no Akae ; épouse impériale ; dont il eut un enfant :
  - princesse Yamabe, morte en 686 ; mariée à son cousin-neveu le prince Ohotsu (663-686), fils de l'empereur Tenmu et de la princesse Ohota ;
- Yakako Iga no Uneme, concubine impériale ; dont il eut un enfant :
  - prince Ōtomo, né en 648 (futur empereur Kōbun) ;
- Oshinumi no Shikobuko no Iratsume, fille de Wotatsu Oshinumi no Miyakko, concubine impériale, dont il eut trois enfants :
  - princesse Ohoye (Oe), morte en 699; mariée à son oncle l'empereur Tenmu ;
  - prince Kahajima, né en 659 et mort en 691; marié à sa cousine la princesse Hatsusebe, fille de l'empereur Tenmu et de Shishihito no Kajihime no Hiratsume ;
  - princesse Izumi, morte en 706 ; princesse vestale de l'Ise-jingū de 701 à 706 ;
- Kurikuma no Kurohime no Iratsume, fille de Tokoma Kurikuma no Obito ; concubine impériale ; dont il eut un enfant :
  - princesse Minushi, morte en 737 ;
- Koshi no Mishi no Iratsume, concubine impériale ; dont il eut un enfant :
  - prince Shiki, mort en 716 ; marié à la princesse Taki (morte en 751), fille de l'empereur Tenmu et de Shishihito no Kajihime no Iratsume ; marié ensuite à Ki no Tochihime, fille de Ki no Morohito, dont il eut l'empereur Kōnin.

## Littérature
L'un de ses poèmes de 31 syllabes sera choisi par Fujiwara no Teika en tant que premier dans la populaire anthologie Hyakunin isshu.